# 私の居場所の見つけかた
『私の居場所の見つけかた』（原題:All We Had）は2016年に公開されたアメリカ合衆国のドラマ映画である。監督・主演はケイティ・ホームズが務めた。本作はホームズの映画監督デビュー作であり、アニー・ウェザーワックスが2014年に上梓した小説『All We Had』を原作としている。
本作は日本国内で劇場公開されなかったが、2017年7月5日にDVDが発売された。

## 概略
リタ・カーマイケルは娘のルーシーと一緒に恋人の家に居候していた。リタは居候先を確保するために恋人を作っては追い出されるという生活を続けてきたのである。2008年のある日、追い出されたリタはいつものように恋人を作ろうとしたが、道中、自動車が故障するというハプニングに見舞われる。幸いにも、親切な人たちの助けもあって、リタとルーシーはカフェで住み込みのスタッフとして働けることになった。2人はようやく落ち着ける場所に辿り着いたかに見えたが、折悪しく、リーマン・ショックが発生してしまう。

## キャスト
※括弧内は日本語吹替
- リタ・カーマイケル - ケイティ・ホームズ（皆川純子）
- ルーシー・カーマイケル - ステファニア・ラヴィー・オーウェン（北川里奈）
- リー - ルーク・ウィルソン（宮本充）
- マーティ - リチャード・カインド（木内太郎）
- ヴィク - マーク・コンスエロス
- パティ - ジュディ・グリア（的場加恵）
- パム：イヴ・リンドリー
- ミセス・フランクフルト - シオバン・ファロン・ホーガン
- サリー - キャサリン・レイス
- ベン - オディッセアス・ジョージアディス

## 製作
2014年7月30日、ケイティ・ホームズがアニー・ウェザーワックスの小説『All We Had』の映画化権を購入したと報じられた。9月、ホームズ自ら監督を務めることになった。2015年7月31日、ステファニア・ラヴィー・オーウェンの起用が発表された。9月9日、マーク・コンスエロスがキャスト入りした。

### 撮影・音楽
本作の主要撮影は2015年8月にニューヨークで始まり、同年9月4日に終了した。2016年3月15日、マイケル・ブルックが本作で使用される楽曲を手掛けることになったとの報道があった。

## 公開・マーケティング
2016年4月15日、本作はトライベッカ映画祭でプレミア上映された。9月9日、グラヴィタス・ベンチャーズが本作の全米配給権を獲得したと報じられた。10月31日、本作のオフィシャル・トレイラーが公開された。

## 評価
本作に対する批評家の評価は平凡なものに留まっている。映画批評集積サイトのRotten Tomatoesには25件のレビューがあり、批評家支持率は40%、平均点は10点満点で5.16点となっている。また、Metacriticには13件のレビューがあり、加重平均値は48/100となっている。